# 张战伟
张战伟（1963年10月—），河南伊川人，中华人民共和国政治人物，曾任中国共产党济源市委员会书记。

## 生平
1985年，毕业于河南大学历史专业，同年5月加入中国共产党。1992年7月，任河南省纪委办公厅（室）主任干事。1997年4月，任河南省纪委办公厅副处级检查员、监察员。1997年7月，任河南省纪委办公厅副主任。2001年2月，任河南省纪委研究室主任。2003年2月，任河南省纪委驻省交通厅纪检组组长、厅党组成员。2007年3月，任河南省监察厅副厅长。2010年7月，任河南省纪委常委。2015年12月，任河南省委巡视工作办公室主任（正厅级）、河南省纪委常委。2016年8月，任中共济源市委书记。2021年1月21日，遭到免去所有职务，9月14日，被聘为河南省政府参事。

## 事件

### 掌掴政府秘书长
2021年1月16日，微博博主“济源市尚娟”发帖，实名公开举报河南济源市委书记张战伟。在帖子中，尚娟称她是河南省济源市政府秘书长、济源示范区管委会办公室主任翟伟栋的妻子，在2020年11月11日早晨，翟伟栋与其他市领导在机关餐厅角落里吃早餐时，被河南济源市委书记张战伟掌掴。《楚天都市报》记者在向河南省纪委12388热线求证，工作人员表示，此前已经有人反映该问题。1月18日，张战伟担任济源代表团团长，正参加河南省十三届人大四次会议。

### 拆违命案
2021年1月18日下午，河南省济源市检察院正式干警李安林实名举报济源市委书记张战伟。李安林在举报中说道，“张战伟涉嫌违法提拔涉嫌违法犯罪人杜中联（济源市承留镇镇长，现任书记），后者在一起强拆过程中将被害人李平贵致死。”死者死亡当晚，家属要求看遗体遭到济源市公安局拒绝，10余天后家属才得以看到遗体，家属发现死者李平贵的脸上、额头上有拇指大小的洞，脖子处有明显的伤痕，嘴里和鼻子里有血，两腿有擦破皮伤痕，阴囊肿大，呈现红色，外穿裤子上全是脚印。

## 相关
- 火荣贵，原中共武威市委书记，殴打市委秘书长。后因犯罪被判有期徒刑十八年[8]。
- 薄熙来，原中共重庆市委书记，曾殴打重庆市副市长王立军。后因犯罪被判处无期徒刑。

## 备注
1. ↑  河南省政府官网9月14日对外公布的《关于聘任张文深等5人为参事的通知》显示5名参事中包括张战伟，但该通知的成文时间为7月28日。